# Germond-Rouvre

Germond-Rouvre este o comună în departamentul Deux-Sèvres, Franța. În 2009 avea o populație de 1,116 de locuitori.